# Емилио Милутиновић
Емилио Милутиновић је био четнички војвода у Старој Србији.
Као поданик Аустро Угарске позван је на одслужење редовног војног рока што се косило са његовим националним осећањем. Као војни бегунац пребегава у Србију где ступа у војску са чином наредника. Од године 1904. био је четник у чети Ђорђа Ристића Скопљанчета. Будући да је имао војничко образовање и четничко искуство крајем 1905. је именован за српског војводу у Скопској Црној Гори. Ипак, никада није стигао на своје одредиште, његова чета и чета војводе Василија Трбића сукобиле су се са турском војском код Челопека 7. 2. 1906. године. Емилиова чета је готово уништена у борби а он је ражалован са војводске дужности. Учествовао је у оба Балканска и у Првом светском рату као четник.